# Atol (opticien)
Pour l’article ayant un titre homophone, voir Atoll (homonymie).
 (décembre 2023).
La mise en forme du texte ne suit pas les recommandations de Wikipédia : il faut le « wikifier ».
Les points d'amélioration suivants sont les cas les plus fréquents. Le détail des points à revoir est peut-être précisé sur la page de discussion.
- Les titres sont pré-formatés par le logiciel. Ils ne sont ni en capitales, ni en gras.
- Le texte ne doit pas être écrit en capitales (les noms de famille non plus), ni en gras, ni en italique, ni en « petit »…
- Le gras n'est utilisé que pour surligner le titre de l'article dans l'introduction, une seule fois.
- L'italique est rarement utilisé : mots en langue étrangère, titres d'œuvres, noms de bateaux, etc.
- Les citations ne sont pas en italique mais en corps de texte normal. Elles sont entourées par des guillemets français : « et ».
- Les listes à puces sont à éviter, des paragraphes rédigés étant largement préférés. Les tableaux sont à réserver à la présentation de données structurées (résultats, etc.).
- Les appels de note de bas de page (petits chiffres en exposant, introduits par l'outil «  Source ») sont à placer entre la fin de phrase et le point final[comme ça].
- Les liens internes (vers d'autres articles de Wikipédia) sont à choisir avec parcimonie. Créez des liens vers des articles approfondissant le sujet. Les termes génériques sans rapport avec le sujet sont à éviter, ainsi que les répétitions de liens vers un même terme.
- Les liens externes sont à placer uniquement dans une section « Liens externes », à la fin de l'article. Ces liens sont à choisir avec parcimonie suivant les règles définies. Si un lien sert de source à l'article, son insertion dans le texte est à faire par les notes de bas de page.
- La présentation des références doit suivre les conventions bibliographiques. Il est recommandé d'utiliser les modèles {{Ouvrage}}, {{Chapitre}}, {{Article}}, {{Lien web}} et/ou {{Bibliographie}}. Le mode d'édition visuel peut mettre en forme automatiquement les références.
- Insérer une infobox (cadre d'informations à droite) n'est pas obligatoire pour parachever la mise en page.

Pour une aide détaillée, merci de consulter Aide:Wikification.
Si vous pensez que ces points ont été résolus, vous pouvez retirer ce bandeau et améliorer la mise en forme d'un autre article.
Atol (acronyme d'Association des techniciens en optique et lunetterie) est une chaîne d'opticiens fondée en 1970, transformée en 2009 en  société en nom collectif.  
Elle détient sa propre plateforme logistique et industrielle à Beaune.  
En 2018, elle regroupe 752 magasins répartis dans 668 communes françaises.   
Les opticiens Atol ont été classés comme un des leaders du service en 2017 et 2018 par le magazine Capital.

## Historique
L'enseigne est fondée sous le nom d’Association des techniciens en optique et lunetterie en 1970.
En 1972, sa centrale d'achat, la CEDAC est créée. 
Atol invente le concept de la seconde paire de lunettes offerte (ATOL BIS) en 1974.
Création de l'organisme de formation des opticiens Atol, Sup d'Optic a lieu en 1996.
Première campagne télévisée avec le chanteur Antoine sort en 1999. 
Le lancement du premier site internet Atol a lieu en 1999. Le lancement d'Atol Audio a lieu en 2000.
En 2005, Atol relocalise une partie de sa production en France en faisant fabriquer les montures de sa première collection privée Ushuaïa dans le bassin lunettier jurassien
L'ouverture du site industriel et logistique d'Atol à Beaune, en région Bourgogne-Franche-Comté a lieu en 2007. En 2008, Atol lance la première collection de montures personnalisables dont l'égérie est Adriana Karembeu. En 2008, Atol devient le premier réseau national d'optique certifié ISO 9001.
Le lancement de l'essayage en réalité augmentée sur le site internet et de l'application mobile Atol se fait en 2010.
La création des lunettes connectées géolocalisables (Téou d'Atol) a lieu en 2015.
En 2018, Atol crée la start-up Abeye et lance de nouveaux programmes de recherche. Le premier programme est Senior Care avec une monture qui détecte les chutes des seniors,.

### Commercialisation de lunettes pour dyslexiques
L'entreprise commercialise des lunettes promettant d'améliorer la lecture des personnes dyslexiques. Cependant, leur efficacité est largement contestée du fait de l'absence de preuves scientifiques accessibles. Atol continue pourtant de promouvoir ses lunettes LexiLens à travers des témoignages et des partenariats avec des institutions publiques.

## Identité visuelle

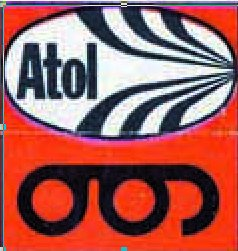
Logo d'Atol (de 1970 à 1994)
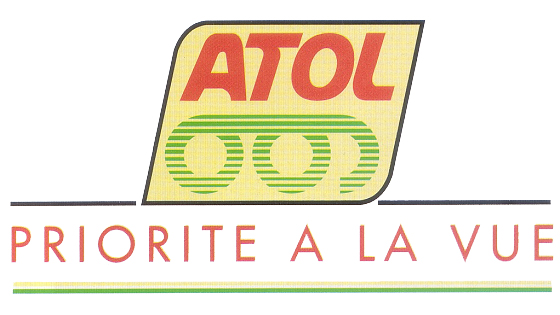
Logo d'Atol (de 1994 à 1999)
Logo d'Atol (de 1999 à 2008)
Logo d'Atol (de 2008 à 2017)
Logo d'Atol (depuis 2017)

## Publicité
Pour leurs publicités, les opticiens Atol ont longtemps fait appel au chanteur Antoine comme égérie. 
En 2008, Adriana Karembeu, mannequin et animatrice, rejoint l'enseigne pour représenter Atol. 
De 2012 à 2014, le chanteur M. Pokora a incarné la collection D' CLIP d'Atol.
En  2016, Atol les opticiens diffuse une série de trois spots radio sur sa campagne « Mon opticien Atol, juste quelqu'un de bien », dans le but de valoriser le métier d'opticien en lui donnant la parole sur un registre de complicité. Cette campagne est déclinée en 2016 à la télévision.
En 2018, la coopérative Atol crée une nouvelle campagne publicitaire, « 40 ans, enfin », orchestrée par l'agence Romance et réalisée par Katia Lewkowicz,.